# Berill (keresztnév)
A Berill az angol Beryl név magyar megfelelője, ami egy ásvány nevéből származik. Az ásvány görög neve berillosz, ami a tengerzöld színű drágaköveket jelölte, majd egyre inkább csak a berillekre használták. Maga a szó  óind eredetű.

## Gyakorisága
Az újszülötteknek adott nevek körében az 1990-es években szórványosan fordult elő. A 2000-es és a 2010-es években sem szerepelt a 100 leggyakrabban adott női név között.
A teljes népességre vonatkozóan a Berill sem a 2000-es, sem a 2010-es években nem szerepelt a 100 leggyakrabban viselt női név között.

## Névnapok
július 26. november 4.